# Regional Specialized Meteorological Centre
Ein Regional Specialized Meteorological Centre (abgekürzt RSMC, französisch Centre météorologique régional spécialisé CMRS) ist die meteorologische Dienststelle eines Wetterdienstes, die nach Übereinkunft der betreffenden Mitgliedsstaaten der World Meteorological Organization verantwortlich ist, Warnungen und Hinweise bezüglich des jeweiligen Programmes im Rahmen der weltweiten Wetterbeobachtungen zu erstellen.

## Tropical Cyclone Programme

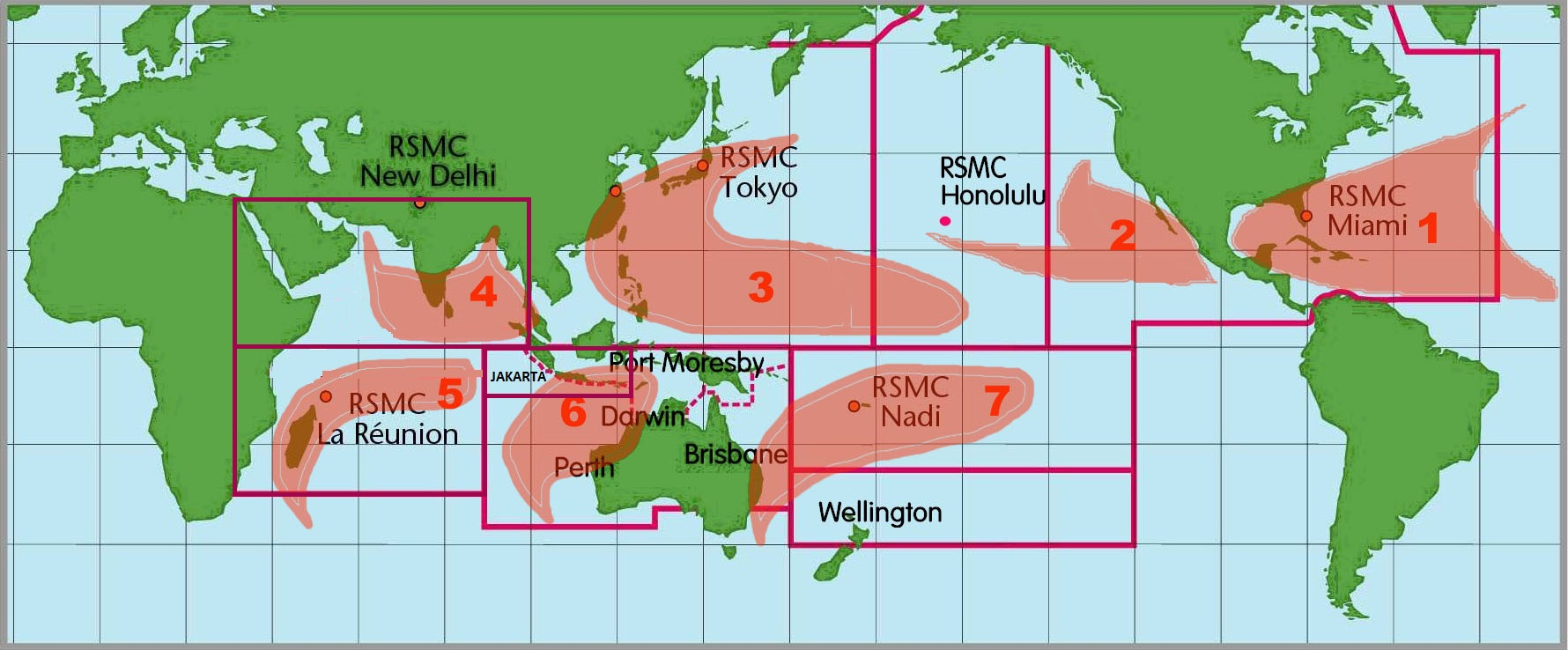
Verantwortungsgebiete und Lage der einzelnen RSMCs im Tropical Cyclone Programme mit den Hauptverbreitungsgebieten tropischer Wirbelstürme.

Es gibt sechs solche regionale Zentren und fünf Tropical Cyclone Warning Centres, die sich mit der Beobachtung von und der Erstellung von Warnungen vor tropischen Wirbelstürmen beschäftigen:
- Südwestlicher Pazifik:  RSMC Nadi – Fiji Meteorological Service in Nadi, Fidschi
- Südwestlicher Indik:  RSMC La Reunion – Météo-France auf La Réunion, französisches Überseedépartement
- Golf von Bengalen und Arabisches Meer:  RSMC Neu-Delhi – India Meteorological Department in Neu-Delhi, Indien
- Westlicher Nordpazifik mit dem Südchinesischen Meer: RSMC Tokyo – Japan Meteorological Agency in Tokio, Japan
- Mittlerer Nordpazifik: RSMC Honolulu – Central Pacific Hurricane Center in Honolulu, Hawaii, Vereinigte Staaten
- Nordöstlicher Pazifik, Golf von Mexiko, Karibisches Meer und nördlicher Atlantik: RSMC Miami – National Hurricane Center[3]

Aufgrund der geschichtlichen Entwicklung der Wetterbeobachtungen wird die Bildung tropischer Wirbelstürme in sieben Entstehungsgebiete eingeteilt. Diese Becken sind der nördliche Atlantik, der östliche Pazifik, der westliche Pazifik, der südwestliche Pazifik, der südwestliche Indik, der südöstliche Indik und der nördliche Indik. Geschichtlich sind tropische Wirbelstürme zwar an anderen Stellen entstanden, wie etwa Zyklon Catarina, aufgrund ihrer Seltenheit bilden diese Ereignisse jedoch keine basins. Jährlich bilden sich im Durchschnitt 86 tropische Wirbelsturmsysteme, von denen 47 Windgeschwindigkeiten eines Hurrikans und 20 die Kategorie 3 auf der Saffir-Simpson-Hurrikan-Windskala erreichen.

## Environmental Emergency Response Programme
Es gibt zehn meteorologische Zentren, die im Bedarfsfall 365 Tage im Jahr und 24 Stunden am Tag auf Basis von Computermodellen Vorhersagen des großräumigen Transports und der Deposition radioaktiver Luftbeimengungen erstellen:
- Exeter, Vereinigtes Königreich: RSMC für Europa und Afrika
- Toulouse, Frankreich: RSMC für Europa und Afrika
- Offenbach, Deutschland: RSMC für Europa und Afrika
- Wien, Österreich: RSMC für Europa und Afrika
- Montréal, Kanada: RSMC für Amerika und als Ersatzeinrichtung für den südwestlichen Pazifik
- Washington, D.C., Vereinigte Staaten: RSMC für Amerika und als Ersatzeinrichtung für den südwestlichen Pazifik
- Peking, Volksrepublik China: RSMC für Asien
- Obninsk, Russland: RSMC für Asien
- Tokio, Japan: RSMC für Asien
- Melbourne, Australien: RSMC für den südwestlichen Pazifik[5]